# يوسوكه ماتسوكا
يوسوكه ماتسوكا (باليابانية:松岡 洋右) ولد في 3 اذار/مارس 1880 م وتوفي في 26 حزيران/يونيو 1946 م كان وزير خارجية اليابان (اليابان الامبرياليه) قبل فترة وجيزة من الحرب العالمية الثانية.

## السنوات الأولى في اليابان وأمريكا
ولد في اليابان في محافظة ياماغوتشي - في سنة 1880. وقام يوسوكه ماتسوكا بالسفر إلى الولايات المتحدة مع ابن عم له سنة 1893 م، واستقر في بورتلاند.

## أقواله الشهيرة
- "ومما يبعث المعروف أن سياسة اليابان هي أساسا مستوحاة من رغبة حقيقية لضمان السلام في الشرق الأقصى، وإلى الإسهام في الحفاظ على السلام في كل أنحاء العالم "
- "اليابان يرى أنه من المستحيل أن يقبل التقرير الذي اعتمدته الجمعية العامة، واتخذت اليابان جاهدا ان يبين ان التوصيات الواردة في التقرير لا يمكن اعتباره من قبيل شأنه تأمين السلام في هذا الجزء من العالم [2]

## روابط خارجية
- يوسوكه ماتسوكا على موقع الموسوعة البريطانية (الإنجليزية)
- يوسوكه ماتسوكا على موقع مونزينجر (الألمانية)